# Gustav Feiler
Gustav-Adolf Feiler (* 14. Februar 1908 in Netzschkau; † 6. Oktober 1980 in Ost-Berlin) war ein deutscher Staatsanwalt und Rechtswissenschaftler.

## Werdegang
1908 in Netzschkau im Vogtland geboren, begann Feiler 1927 ein Studium der Rechtswissenschaften an der Albertus-Universität Königsberg und wurde Mitglied der Burschenschaft Germania Königsberg. Sein Referendariat leistete er im vogtländischen Plauen ab. Anschließend war er bis Kriegsausbruch in Berlin als Rechtsanwalt in der Patentabteilung von Siemens tätig. Das Adressbuch verzeichnete ihn 1939 als Wirtschaftsjuristen in der Lutherstraße 44. Er wurde dann zur Wehrmacht eingezogen und nahm am Zweiten Weltkrieg teil. Er geriet in sowjetische Kriegsgefangenschaft und wirkte in dieser Zeit an der Gründung des Nationalkomitees Freies Deutschland mit. Nach Kriegsende wurde er frühzeitig aus der Gefangenschaft entlassen und kehrte in seine sächsische Heimat zurück, wo er dazu beitrug, das Justizsystem der DDR aufzubauen. 1946 wurde er zunächst Leiter der Staatsanwaltschaft in Plauen, bevor er kurz darauf als Oberstaatsanwalt zum Leiter der Staatsanwaltschaft in Chemnitz ernannt wurde. Mit Schaffung der Bezirke in der DDR wurde er 1952 Bezirksstaatsanwalt des Bezirks Chemnitz. 1953 wurde Feiler zum Staatsanwalt beim Generalstaatsanwalt der DDR in Ost-Berlin berufen. Dort wurde er zunächst Leiter der Abteilung für Kassationsanträge und später mit der Leitung der Abteilung für Zivil-, Familien- und Arbeitsrecht betraut. Von 1957 an war er Mitglied des Redaktionskollegiums der Zeitschrift Neue Justiz (NJ), in der er eine große Zahl eigener Aufsätze veröffentlichte. In der Kontroverse um die Begrenzung der materiellen Verantwortung von Arbeitnehmern volkseigener Betriebe vertrat Feiler 1957 die Auffassung, Arbeitsgerichte sollten sich in dieser Frage nicht an Regelungen des (erst 1976 durch das Zivilgesetzbuch der DDR ersetzte) Bürgerlichen Gesetzbuches halten.
Aus gesundheitlichen Gründen beendete Feiler 1961 seine Tätigkeiten als Staatsanwalt und NJ-Redakteur und wurde wissenschaftlicher Mitarbeiter an der Akademie für Staats- und Rechtswissenschaft der DDR (ASR) in Potsdam. In dieser Funktion wurde Feiler 1966 mit der im Vorjahr gestifteten Medaille für Verdienste in der Rechtspflege in Gold ausgezeichnet. Zuletzt war er am Institut für ausländisches Recht und Rechtsvergleichung des ASR tätig. Darüber hinaus war er Lehrbeauftragter an der Karl-Marx-Universität Leipzig für Straf-, und Strafverfahrensrecht sowie für Urheberrecht, gewerblichen Rechtsschutz, Markenrecht und Wettbewerbsrecht.
Für hervorragende Leistungen auf dem Gebiet der Rechtswissenschaften wurde Feiler 1973 mit dem Vaterländischen Verdienstorden in Bronze ausgezeichnet.
In seiner Freizeit betätigte Feiler sich als Maler. 2023 fand sich im Antiquariats-Kunsthandel das Aquarell einer Dünenlandschaft, das ihm zugeschrieben wird.
Feiler wurde im VdN-Ehrenhain des Zentralfriedhofs Friedrichsfelde, dem sogenannten Sozialistenfriedhof, beigesetzt.

## Juristische Fachpublikationen (Auswahl)
- Neues Markenrecht, in: Neue Justiz 1954, S. 161ff.
- Die Rückgabe der Sache im Strafverfahren, in: Neue Justiz 1954, S. 467ff.
- Die Aufgaben der Staatsanwälte bei Untersuchungen im Aufsichtsverfahren und deren Bedeutung für die Mitwirkung im Zivil- und Arbeitsrechtsverfahren, in: Neue Justiz 1956, S. 129ff.
- mit Walter Haber: Zu einigen Fragen des LPG-, Zivil- und Arbeitsrechts, in: Neue Justiz 1956, S. 139ff.
- Zur Frage der Begrenzung der materiellen Verantwortlichkeit im Arbeitsrecht, in: Arbeitsrecht 1957, S. 2ff.
- Arbeitslohn und Bereicherung, in: Neue Justiz 1958, S. 703ff.

## Teilnahme an Kunstausstellungen
- 1948: Freiberg, Stadt- und Bergbaumuseum („3. Ausstellung Erzgebirgischer Künstler“)[5]
- 1948: Glauchau, Stadt- und Heimatmuseum („Mittelsächsische Kunstausstellung“)[6]